# Charlotte Besijn
 (janvier 2019).
Si vous disposez d'ouvrages ou d'articles de référence ou si vous connaissez des sites web de qualité traitant du thème abordé ici, merci de compléter l'article en donnant les références utiles à sa vérifiabilité et en les liant à la section « Notes et références ».
Charlotte Besijn, née le 25 juillet 1962 à Rotterdam,, est une actrice et danseuse néerlandaise.

## Filmographie

### Cinéma et téléfilms
- 1995-2011 : Goede tijden, slechte tijden : Deux rôles (Barbara Fischer et la visagiste)
- 1998 : Goudkust (nl) : Le membre du personnel
- 1999 : Oppassen!!! (nl) : La mère
- 1999 : Un gamin (Kruimeltje) : L'infirmière de l'hôpital
- 2003 : Rigoletto (film) : La femme de Ceprano
- 2007 : Samson and Delilah (film) : La messagère